# Jet Black Joe
 (août 2023).
Jet Black Joe est un groupe islandais de rock. Formé en 1992, le groupe se sépare une première fois en 1996 après le départ de Páll Rósinkranz. Jet Black Joe revient en 2001, puis sort deux albums : la compilation Greatest Hits en 2002, et Full Circle en 2006, avant de se séparer à nouveau.

## Histoire
Le groupe est formé en 1992, devient immédiatement très populaire, et gagne une solide base de fans. Jet Black Joe est bien accueilli dans toute l'Europe où il signe des contrats d'enregistrement. Páll Rósinkranz est nommé chanteur de l'année lors des Íslensku tónlistarverðlaunin (Icelandic Music Awards) en 1993. En 1996, le groupe se sépare après le départ de Páll Rósinkranz, qui s'est détourné du style de vie qui avait caractérisé Jet Black Joe, alors que les offres de labels internationaux — dont One Little Indian UK et Pioner Records Japan — affluaient. Le dernier concert du groupe a lieu à Austin, au Texas. À la suite de la séparation de Jet Black Joe, Hrafn Thoroddsen et Jón Örn Arnarson forment le groupe Ensími, toujours actif.
Après la séparation de Jet Black Joe, Gunnar Bjarni, guitariste et auteur-compositeur principal de Jet Black Joe, forme les groupes Jetz, M-Poppins, F.R.O.G (Free Range Overground) et Sjaldgæfa fugla (nom inspiré du poème homonyme d'Einar Már Guðmundsson). Gunnar Bjarni travaille de 2000 à 2005 à Manhattan, aux États-Unis, avec son groupe F.R.O.G). Gunnar Bjarni et le chanteur Karo y travaillent avec des gens comme Ron Saint Germain (Sonic Youth, Soundgarden, 311, Creed), et Jeff Tomei (The Smashing Pumpkins, Siamese Dream) et Daniel Wise (Scissors Sisters). Le dernier projet de Gunnar Bjarna en 2011 est MC289.
À l'été 2001, Gunnar Bjarni Ragnarsson et Páll Rósinkrans se produisent au Festival d'Eldborg sous le nom de Jet Black Joe, signant ainsi le retour du groupe. Par la suite, le groupe retrouve une grande popularité, tant auprès des anciens fans que de la nouvelle génération qui découvre le rock de Jet Black Joe. Le groupe continue de faire des concerts, et sort ensuite deux albums : la compilation Greatest Hits en 2002, et Full Circle en 2006.
Le groupe revient jouer en 2012 pour célébrer ses 20 ans d'existence, « une performance qui restera dans les mémoires pour les pires raisons » selon le The Reykjavík Grapevine. En 2022, la chanteuse islandaise Stefanía Svavarsdóttir chante la chanson Starlight sur Símans Premium TV, rendue populaire en 2002 par Jet Black Joe.

## Membres
- Páll Rósinkrans — chant
- Gunnar Bjarni Ragnarson — guitare
- Starri Sigurðarson — basse
- Hrafn Thoroddsen — clavier
- Jon Örn Arnarson — batterie

## Discographie
- 1992 : Jet Black Joe
- 1993 : You Ain't Here
- 1994 : Fuzz
- 1996 : You Can Have It All
- 2002 : Greatest Hits (compilation)
- 2006 : Full Circle